# Kosorowice
Kosorowice est une localité polonaise du gmina de Tarnów Opolski dans la voïvodie et le powiat d'Opole.